# Cérès (Raphaël)
Pour les articles homonymes, voir Cérès.
Le Cérès ou  L'Abondance  est un tableau attribué à Giulio Romano, élève de Raphaël, peint vers 1516 et conservé au musée du Louvre à Paris.

## Histoire
Le petit panneau était un volet servant de protection à un tableau de dévotion, de même taille, destiné à accompagner son propriétaire lors de ses voyages.
L'œuvre a été probablement réalisée en 1516 sur commande du cardinal Bernardo Dovizi da Bibbiena, prélat du pape en France, dont le nom signifie « Abondance » (dovizia) et dont six épis de blé figuraient sur ses armoiries. 
Vers 1663, Loménie de Brienne vend l'œuvre aux collections royales de Louis XIV.
En 1683 le tableau était répertorié comme une « coulisse de grisaille » de la même main que La Petite Sainte Famille. Les panneaux ont été séparés entre 1683 et 1695.
Les historiens d'art estiment que l'œuvre a été réalisée par  Giulio Romano, disciple du peintre.

## Thème
Cérès portant un voile et ses attributs : la corne d'abondance et les épis de blé.

## Description
Peinte en grisaille, la divinité debout, légèrement déhanchée car accoudée, porte, bloquée dans son bras gauche plié, une corne d'abondance d'où surgissent six épis de blé.
Elle est supportée par un socle en coupe posé sur une tête sculptée dont la bouche à la forme d'une coquille Saint-Jacques, les cheveux et les moustaches tortillés. 
Une coquille de même nature constitue le sommet de la niche comportant la représentation de la divinité.
Des panneaux en marbres chiquetés, alternés ronds et en losange, encadrent la représentation architecturale ; ils sont jointés d'une teinte grisâtre.
Les panneaux, également gris, du bas révèlent de part et d'autre, en trompe-l'œil, la signature du maître : RAPHAEL à gauche, VRBINAS à droite

## Analyse
La composition est inspirée de l'Aphrodite d'Este, actuellement conservée au Kunsthistorisches Museum de Vienne, qui se trouvait à l'origine dans la Loggia dei Marmi (« Loge des marbres »), une pièce du palais ducal de Mantoue décorée par Giulio Romano.